# Sachsen-Anhalt-Pokal
Der Sachsen-Anhalt-Pokal (auch Landespokal Sachsen-Anhalt) ist der seit dem Jahr 1991 jährlich vom Fußballverband Sachsen-Anhalt (FSA) ausgetragene Verbandspokal. Teilnahmeberechtigt sind derzeit alle beim FSA gemeldeten Mannschaften der Spielklassen 3. Liga bis Landesliga sowie die Sieger der Kreispokalwettbewerbe und der Stadtpokalwettbewerbe von Magdeburg und Halle (Saale) der vorhergehenden Spielzeit. Der Landespokalsieger erhält die Berechtigung, in der Folgesaison in der ersten Hauptrunde des DFB-Pokals zu starten.
Die jeweiligen Pokalbegegnungen werden in nur einem Spiel entschieden, wobei sich die beiden antretenden Vereine und der Landesverband die Zuschauereinnahmen teilen. Der Sieger wird ggf. nach Verlängerung und Elfmeterschießen ermittelt. Rekordpokalsieger ist der 1. FC Magdeburg mit dreizehn Titeln, wobei zwei Siege von der zweiten Mannschaft des Vereins errungen wurden.

## FSA- und Krombacher-Pokal

### Allgemeines
Seit der Gründung des Fußballverbandes Sachsen-Anhalt 1991 wird der Pokal ausgespielt. Dabei wurde der Modus mehrfach verändert. Bis zur Saison 1993/94 wurden zunächst in normalen Pokalwettbewerben die beiden Bezirkspokalsieger aus den Bezirken Magdeburg und Halle ermittelt, die anschließend im Endspiel um den Landespokal den Pokalsieger des Landes Sachsen-Anhalt ermittelten.
Ab der Saison 1994/95 wurde der Landespokal als einheitlicher Wettbewerb ausgetragen, wobei alle Mannschaften auf Landesebene (d. h. bis zur Landesklasse – 7. Liga) sowie die Kreispokalsieger startberechtigt waren. Die Folge war, dass teilweise über 160 Mannschaften am Wettbewerb teilnahmen und 8 Pokalrunden nötig waren, um den Sieger zu ermitteln.
Um die Anzahl der Spiele zu verringern, erfolgte zur Saison 2000/01 eine erneute Reform, wodurch nur noch alle Mannschaften aus der Regionalliga, Oberliga, Verbandsliga, die fünf erstplatzierten der drei Landesligen sowie die 24 Sieger der Kreispokalwettbewerbe startberechtigt waren.
Von 2005/06 bis 2009/10 hieß der Landespokal Sachsen-Anhalt ODDSET-Pokal. Von 2010/11 bis 2012/13 wurde der Wettbewerb als Krombacher Pokal des FSA betitelt. In den anschließenden Spielzeiten lautete die Bezeichnung lediglich FSA-Pokal. Erst zur Saison 2022/23 konnte wieder ein Hauptsponsor gefunden werden, wodurch der Wettbewerb offiziell dachbleche24 Landespokal der Herren heißt.
Aktuell nehmen alle Mannschaften aus der 3. Liga, Regionalliga, Oberliga, Verbandsliga, Landesliga sowie die 14 Kreispokalsieger am Wettbewerb teil. Zweite Mannschaften dürfen nicht am Landespokal teilnehmen.

### Endspielorte
Die Pokalendspiele fanden bis 1997 an wechselnden Austragungsorten statt. Ab 1998 wurden die Endspiele im Paul-Greifzu-Stadion in Dessau ausgetragen. Eine Vereinbarung zwischen der Stadt Dessau und dem FSA sah vor, dass zehn Endspiele in Dessau ausgetragen werden sollten. Nach acht Endspielen in Dessau wurde 2006 die Serie unterbrochen und das Finale in Schönebeck (Elbe), aufgrund der zentralen Lage zwischen den Finalteilnehmern Staßfurt und Magdeburg, ausgetragen. In den folgenden drei Jahren fanden die Pokalendspiele in Magdeburg in der MDCC-Arena statt. Dem geschuldet waren u. a. die brisanten Endspiele 2008 und 2009 zwischen dem Halleschen FC und dem 1. FC Magdeburg. Das Stadion in Magdeburg war zu diesem Zeitpunkt das einzige moderne Stadion im Bundesland, welches die Sicherheitsanforderungen erfüllte. Nach einem Endspiel in Sangerhausen fanden 2011 und 2012 die Finals wieder in Dessau statt. Das Endspiel 2013 wurde wiederum in der Magdeburger MDCC-Arena ausgetragen. Von 2014 bis 2016 fand das Finale im Erdgas Sportpark in Halle (Saale) statt. In den folgenden beiden Jahren wurde das Endspiel dagegen in Magdeburg ausgetragen, 2017 zum sechsten Mal in der MDCC-Arena sowie 2018 erstmals im Heinrich-Germer-Stadion. 2019 fand das Finale erstmals im Halberstädter Friedensstadion statt.

### Endspielergebnisse
| Datum          | Pokalsieger              | unterlegener Finalist    | Ergebnis             | Finalort      | Stadion                             | Zuschauer     |
| -------------- | ------------------------ | ------------------------ | -------------------- | ------------- | ----------------------------------- | ------------- |
| 1. Juni 1991   | Wernigeröder SV Rot-Weiß | SV Merseburg 99          | 3:2 n. V.            | Bernburg      | Sportplatz Askania (Krumbholzallee) | .00800        |
| 30. Mai 1992   | FSV Lok/Altmark Stendal  | FC Anhalt Dessau         | 2:0                  | Gommern       | Sportforum Gommern                  | .00950        |
| 5. Juni 1993   | 1. FC Magdeburg          | Hallescher FC            | 3:2                  | Hettstedt     | Sportpark am Walzwerkhölzchen       | 01.100        |
| 18. Mai 1994   | Hallescher FC            | 1. FC Magdeburg          | 4:3                  | Thale         | Sportpark an der Neinstedter Straße | .00300        |
| 10. Mai 1995   | FSV Lok/Altmark Stendal  | FC Anhalt Dessau         | 4:1                  | Schönebeck    | Sportforum an der Barbarastraße     | .00800        |
| 15. Juni 1996  | FSV Lok/Altmark Stendal  | VfL Halle 1896           | 3:0                  | Gommern       | Sportforum Gommern                  | 01.055        |
| 4. Juni 1997   | VfL Halle 1896           | Schönebecker SV 1861     | 4:2 n. V.            | Köthen        | Stadion Rüsternbreite               | 02.000        |
| 30. Mai 1998   | 1. FC Magdeburg          | FSV Lok/Altmark Stendal  | 4:1                  | Dessau        | Paul-Greifzu-Stadion                | 03.500        |
| 2. Juni 1999   | VfL Halle 1896           | FC Anhalt Dessau         | 2:1                  | Dessau        | Paul-Greifzu-Stadion                | 02.116        |
| 1. Juni 2000   | 1. FC Magdeburg II       | VfL Halle 1896           | 3:2                  | Dessau        | Paul-Greifzu-Stadion                | .00700        |
| 22. Mai 2001   | 1. FC Magdeburg          | VfB IMO Merseburg        | 3:0                  | Dessau        | Paul-Greifzu-Stadion                | 01.586        |
| 31. Mai 2002   | Hallescher FC            | FC Grün-Weiß Wolfen      | 3:1                  | Dessau        | Paul-Greifzu-Stadion                | 02.483        |
| 27. Mai 2003   | 1. FC Magdeburg          | 1. FC Lok Stendal        | 2:0                  | Dessau        | Paul-Greifzu-Stadion                | 02.138        |
| 18. Mai 2004   | TSV Völpke               | SV Dessau 05             | 3:2                  | Dessau        | Paul-Greifzu-Stadion                | 02.300        |
| 24. Mai 2005   | MSV 90 Preussen          | VfB Sangerhausen         | 0:0 n. V., 4:2 i. E. | Dessau        | Paul-Greifzu-Stadion                | 01.200        |
| 15. Apr. 2006  | 1. FC Magdeburg          | SV 09 Staßfurt           | 1:0                  | Schönebeck    | Sportforum an der Barbarastraße     | 04.500        |
| 9. Juni 2007   | 1. FC Magdeburg II       | MSV 90 Preussen          | 3:0                  | Magdeburg     | Stadion Magdeburg                   | 02.529        |
| 14. Mai 2008   | Hallescher FC            | 1. FC Magdeburg          | 0:0 n. V., 4:3 i. E. | Magdeburg     | Stadion Magdeburg                   | 13.988        |
| 27. Mai 2009   | 1. FC Magdeburg          | Hallescher FC            | 1:0                  | Magdeburg     | Stadion Magdeburg                   | 12.988        |
| 16. Mai 2010   | Hallescher FC            | VfB Germania Halberstadt | 3:2                  | Sangerhausen  | Friesenstadion                      | 03.450        |
| 17. Mai 2011   | Hallescher FC            | FC Grün-Weiß Piesteritz  | 2:0                  | Dessau        | Paul-Greifzu-Stadion                | 03.950        |
| 23. Mai 2012   | Hallescher FC            | Haldensleber SC          | 4:0                  | Dessau        | Paul-Greifzu-Stadion                | 02.700        |
| 31. Mai 2013   | 1. FC Magdeburg          | VfB Germania Halberstadt | 3:1 n. V.            | Magdeburg     | MDCC-Arena                          | 13.000        |
| 14. Mai 2014   | 1. FC Magdeburg          | Hallescher FC            | 3:0 n. V.            | Halle (Saale) | Erdgas Sportpark                    | 11.987        |
| 13. Mai 2015   | Hallescher FC            | VfL Halle 1896           | 6:0                  | Halle (Saale) | Erdgas Sportpark                    | 12.855        |
| 18. Mai 2016   | Hallescher FC            | 1. FC Magdeburg          | 2:1                  | Halle (Saale) | Erdgas Sportpark                    | 13.297        |
| 25. Mai 2017   | 1. FC Magdeburg          | VfB Germania Halberstadt | 1:0                  | Magdeburg     | MDCC-Arena                          | 07.134        |
| 21. Mai 2018   | 1. FC Magdeburg          | 1. FC Lok Stendal        | 1:0                  | Magdeburg     | Heinrich-Germer-Stadion             | 03.803        |
| 25. Mai 2019   | Hallescher FC            | VfB Germania Halberstadt | 2:0                  | Halberstadt   | Friedensstadion                     | 01.624        |
| Saison 2019/20 | abgebrochen 1            | abgebrochen 1            | abgebrochen 1        | abgebrochen 1 | abgebrochen 1                       | abgebrochen 1 |
| Saison 2020/21 | pausiert 2               | pausiert 2               | pausiert 2           | pausiert 2    | pausiert 2                          | pausiert 2    |
| 21. Mai 2022   | 1. FC Magdeburg          | FC Einheit Wernigerode   | 5:0                  | Halberstadt   | Friedensstadion                     | 03.800        |
| 3. Juni 2023   | Hallescher FC            | FC Einheit Wernigerode   | 1:0                  | Halberstadt   | Friedensstadion                     | 02.714        |
| 25. Mai 2024   | Hallescher FC            | VfB Germania Halberstadt | 4:2 n. V.            | Halle (Saale) | Leuna-Chemie-Stadion                | 05.715        |
| 24. Mai 2025   | Hallescher FC            | 1. FC Lok Stendal        | 1:0                  | Halle (Saale) | Leuna-Chemie-Stadion                | 06.311        |

## Gewinner
| Rang | Verein               | Pokalsiege | Jahre                                                                            |
| --- | -------------------- | ---------- | -------------------------------------------------------------------------------- |
| 1 | 1. FC Magdeburg      | 13         | 1993, 1998, 2000 1, 2001, 2003, 2006 1, 2007, 2009, 2013, 2014, 2017, 2018, 2022 |
| 2 | Hallescher FC        | 12         | 1994, 2002, 2008, 2010, 2011, 2012, 2015, 2016, 2019, 2023, 2024, 2025           |
| 3 | 1. FC Lok Stendal    | 3          | 1992 2, 1995 2, 1996 2                                                           |
| 4 | VfL Halle 1896       | 2          | 1997, 1999                                                                       |
| 5 | MSV 90 Preussen      | 1          | 2005                                                                             |
| 5 | Germania Wernigerode | 1          | 1991 3                                                                           |
| 5 | TSV Völpke           | 1          | 2004                                                                             |
| 1 Die beiden Titel wurden von der zweiten Mannschaft des 1. FC Magdeburg gewonnen. 2 Die drei Titel wurden vom Vorgängerverein, FSV Lok Altmark Stendal, gewonnen. 3 Der Titel wurde vom Vorgängerverein, Wernigeröder SV Rot-Weiß, gewonnen. |                      |            |                                                                                  |